# Jacques Maury (pasteur)
Pour les articles homonymes, voir Jacques Maury et Maury.
Jacques Maury, né le 10 novembre 1920 à Clamart (Hauts-de-Seine) et mort le 12 avril 2020 à Clichy, est un pasteur français. 
Il a été président de l'Église réformée de France (1968-1977), de la Fédération protestante de France (1977-1987) et de la Cimade (1989-1995).

## Biographie
Jacques Maury est le fils de Pierre Maury, professeur de dogmatique à la faculté de théologie protestante de Paris et introducteur de la pensée du théologien suisse Karl Barth en France, et d’Élisabeth Meyer, présidente jusqu'en 1914 de la branche féminine de la « Fédé ». Il est le petit-fils de Léon Maury, professeur à la faculté de théologie protestante de Montauban. Il est le cousin du théologien André Dumas, avec qui il a passé une partie de son enfance chez leur grand-père Léon Maury. Ils participe aux rencontres de la Fédération française des associations chrétiennes d'étudiants, la « Fédé ». Ils font ensuite leurs études à la faculté de théologie protestante de Montpellier. 
Durant la Seconde Guerre mondiale, Jacques Maury participe à des actes de résistance à partir d'octobre 1940. Il est équipier de la Cimade dans le camp de Rivesaltes et aumônier militaire adjoint de la 2e DB.
Il est pasteur de l'Église réformée à Lezay (Deux-Sèvres) après la guerre. Il est secrétaire général de « la Fédé » des jeunes protestants (1957-1962), puis pasteur à Poitiers (1962-1968). Il développe alors des relations œcuméniques avec les catholiques.
Il est élu président de l'Église réformée de France en 1968, puis président de la Fédération protestante de France en 1977. Il quitte ce poste en 1987, et est président de la Cimade de 1989 à 1995.
De 1981 à 1990, il co-préside un groupe mixte de travail entre le Conseil œcuménique des Églises et le Conseil pontifical pour la promotion de l'unité des chrétiens.
Jacques Maury meurt le dimanche 12 avril 2020, jour de Pâques, à l'âge de 99 ans.

## Distinctions
- Officier de la Légion d'honneur (1995)[11].